# Victorio & Lucchino

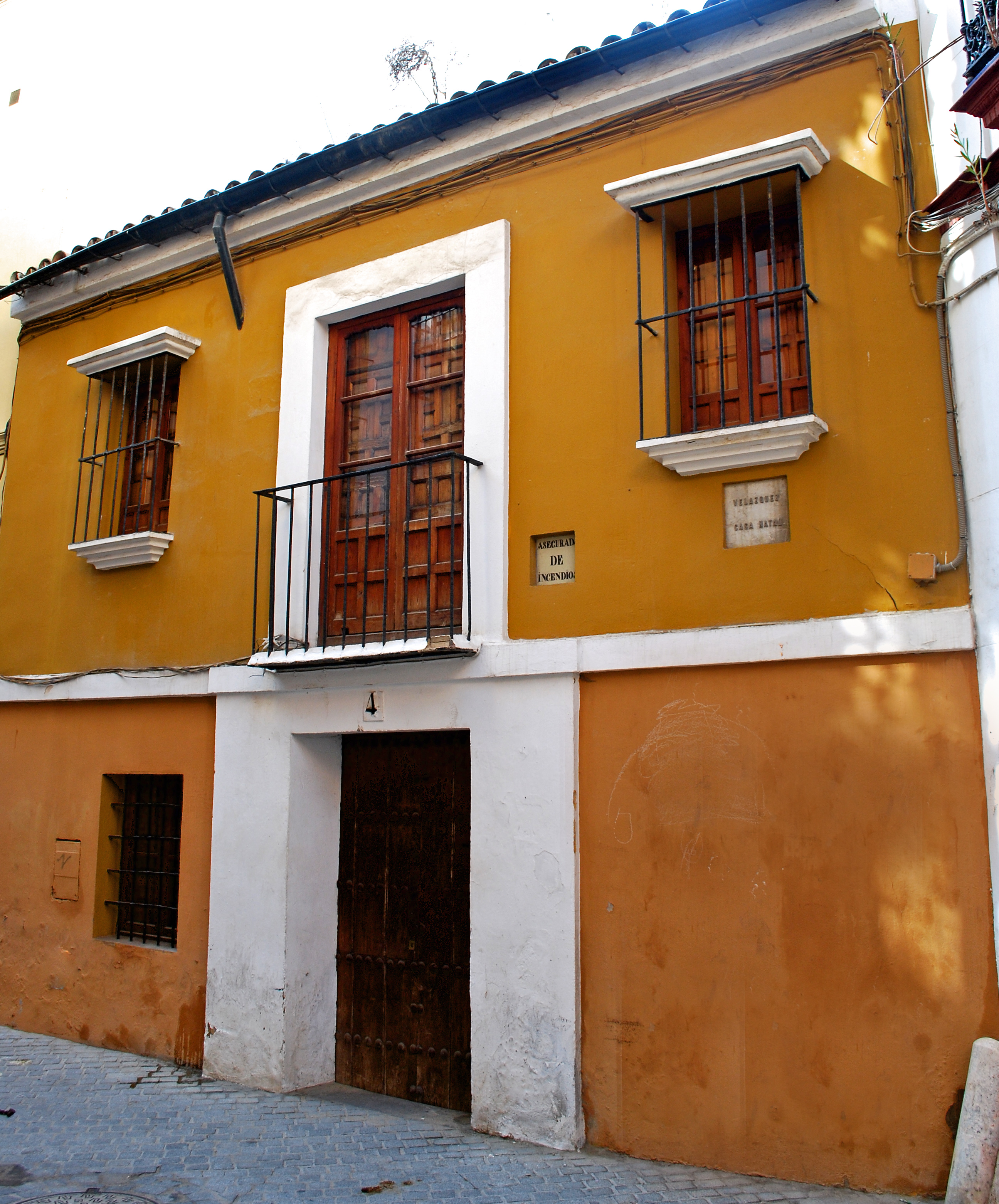
La casa natal de Velázquez en Sevilla, sede de Victorio & Lucchino entre 1985 y 2017.

Victorio & Lucchino, también escrito en ocasiones como Victorio y Lucchino, es una firma de moda española, fundada en la ciudad andaluza de Sevilla por los diseñadores José Víctor «Victorio» Rodríguez Caro (2 de abril de 1950, Palma del Río), y José Luis «Lucchino» Medina del Corral (21 de enero de 1954, Sevilla).
Rodríguez y Medina empezaron su andadura en el mundo de la moda a finales de la década de 1970, en Sevilla. El encuentro profesional de ambos se produjo en el departamento de diseño de la empresa Disart de Sevilla. A raíz de esa relación laboral, decidieron independizarse y abrir una tienda en la capital andaluza donde comercializaron sus primeros diseños. En 1985 diseñaron su primera colección, que presentaron en un desfile en Nueva York.
A partir de entonces y con la creación de la pasarela Cibeles, comenzaron a presentar sus dos colecciones de prêt-à-porter cada año.
En 1984, después de observar la gran demanda de sus vestidos de novia, decidieron crear su primera colección y presentarla en un desfile en Barcelona. 
En 1992, con la intención de diversificar su negocio, lanzaron su primer perfume para mujer, Carmen, en colaboración con la compañía de moda española Puig. Recientemente se han iniciado en el diseño de joyas. Además, su amor al arte y la cultura les ha llevado a colaborar en producciones teatrales y cinematográficas, como las obras Yerma o La Celestina, y la película El guardaespaldas, donde Whitney Houston llevaba un vestido diseñado por ellos.
Fueron los autores del interior de la quinta planta del hotel Puerta América de Madrid, una obra colectiva de arquitectura y diseño internacional inaugurada en 2005.

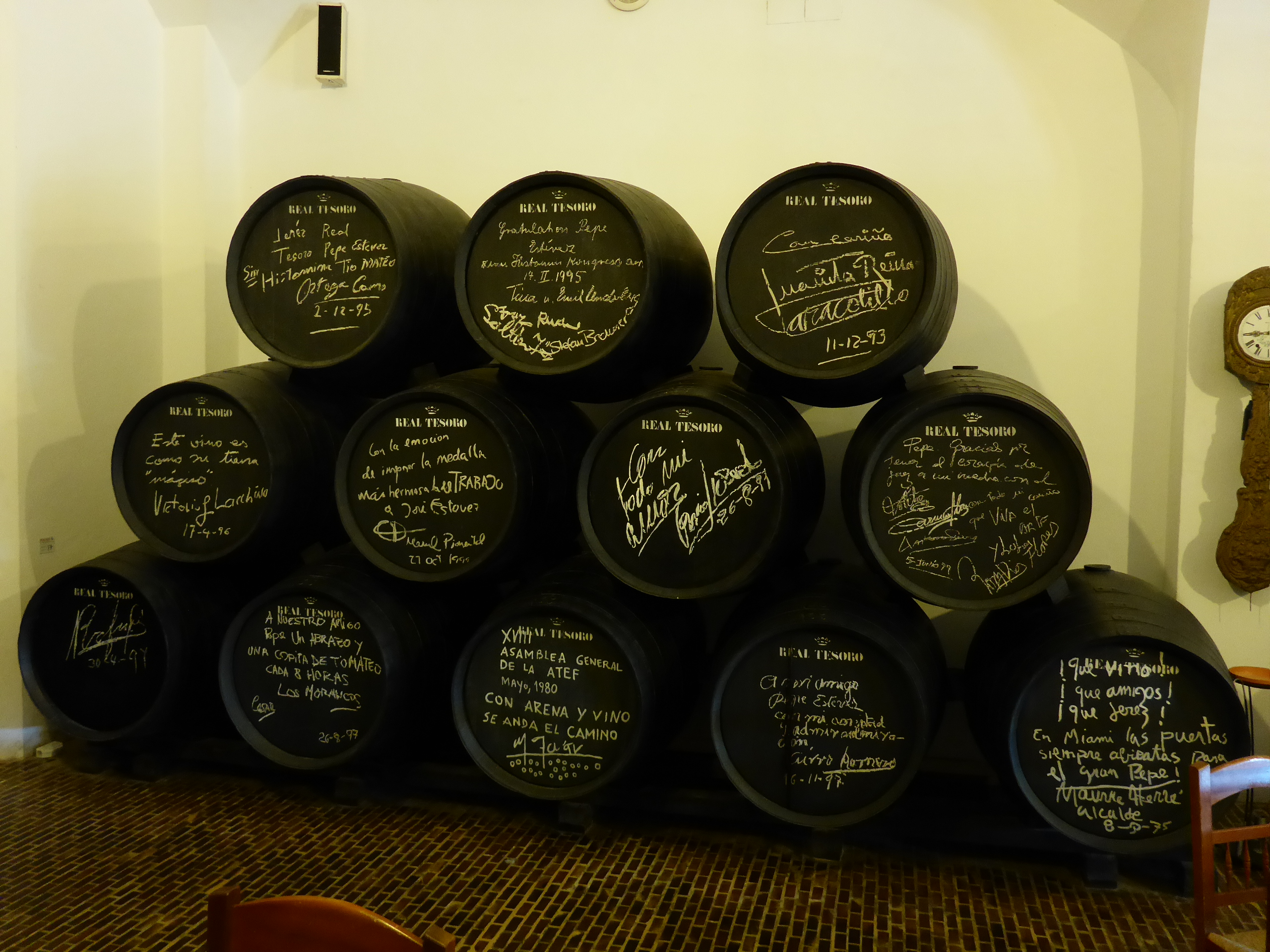
Barril dedicado, en el centro a la izquierda

Sus creaciones no solo se conocen en España, sino que se extienden por todo el mundo en países como Japón, Alemania, Italia, Francia, los Países Bajos o Estados Unidos.
Además de pareja profesional, José Víctor Rodríguez y José Luis Medina son pareja sentimental, contrayendo matrimonio en Carmona, en marzo de 2007.

## Casa natal de Velázquez
La casa natal del pintor Diego Velázquez, en Sevilla, ha sido la sede de Victorio & Lucchino durante treinta y dos años, entre 1985 y 2017.
Los modistas perdieron la propiedad del inmueble en febrero de 2017 después de que el juzgado de lo Mercantil número 1 de Sevilla autorizara la dación en pago del céntrico edificio para salvar parte de la deuda que mantienen los diseñadores andaluces.